# Fiesque
Fiesque (La conspiración genovesa) es una ópera con música del compositor francés Édouard Lalo y libreto en francés de Charles Beauquier, basado en la obra de Friedrich Schiller de 1784, Die Verschwörung des Fiesco zu Genua, un relato de la conspiración que tuvo lugar en el año 1547 liderada por Fiesque contra la familia Doria que gobernaba Génova. 
Compuesta hacia 1866-1868, no se representó en vida de Lalo. Se estrenó en versión de concierto el 27 de julio de 2006 en el Festival de Radio France et Montpellier con Roberto Alagna en el rol titular. La primera representación sobre un escenario fue la del Nationaltheater de Mannheim el 16 de junio de 2007. En el Reino Unido se estrenó el 10 de marzo de 2008, en una producción de la University College Opera. En las estadísticas de Operabase aparece con cuatro representaciones en el período 2005-2010.

## Grabaciones
- Roberto Alagna (Fiesque), Michelle Canniccioni (Léonore), Béatrice Uria-Monzon (Julie), Franck Ferrari (Verrina). Coro de Radio Letonia, Orquesta de Montpellier, dir. Alain Altinoglu. Una grabación de la representación de concierto de 27 de julio de 2006. DG, 2011.